# قفص المحاربين
قفص ووريورز (بالإنجليزية: Cage Warriors)‏ هي عبارة عن عرض ترويجي لفنون القتال المختلطة مملوكة لأيرلنديين ومقره لندن، إنجلترا. تأسست المنظمة الترويجية في عام 2001 ونظمت أول حدث لها لفنون القتال المختلطة في لندن في يوليو 2002.

## وصلات خارجية
- Official Cage Warriors website
- Official Cage Warriors live streaming website
- Cage Warriors event results on Sherdog
- Cage Warriors 2011 promo
- Official YouTube channel